# Таве кози
Таве кози (" тепсија са киселим млеком ") је национално јело у Албанији. То је јело од јагњетине (повремено пилетине, која се тада назива tavë kosi me mish pule) и пиринча печеног са мешавином јогурта и јаја (која замењује оригинално кисело млеко) додатог у запршку (пшенично брашно и маслац). Обично је зачињен сољу, бибером, белим луком и ориганом. Јело је такође популарно у Грчкој, Северној Македонији, Косову и Турској, где је познато као Елбасан тава, названа по албанском граду Елбасану.